# Fanfan la Tulipe (2003)
Fanfan la Tulipe (bra: Tudo pela Honra; prt: Fanfan, o Sedutor ou Fanfan - O Sedutor) é filme francês de 2003, dos gêneros ficção histórica, comédia romântica e aventura, dirigido por Gerard Krawczyk. Trata-se de uma refilmagem do filme homônimo de 1952.

## Enredo
Em meados do século 18, Fanfan (Vincent Perez) se engaja  no exército de Luís 15 e, durante as batalhas na Aquitânia, salva uma carruagem real do ataque de uma horda: nela estão Madame Pompadour e Henriette, filha do soberano.